# C-Lion1
C-Lion1 er et undersøisk kommunikationskabel mellem Finland og Tyskland. Kablet ejes og drives af det finske telekommunikations- og IT-servicefirma Cinia Oy. Det er det første direkte kommunikationskabel mellem Finland og Centraleuropa; tidligere forbindelser er gået gennem Sverige og Danmark.
Kablet var i drift fra maj 2016 til november 2024, hvor det blev beskadiget. Nogle fagfolk mistænker, at det var en sabotagehandling.
Kablet er 1.173 kilometer langt og har otte fiberpar med en designkapacitet på 120 Tbit/s og en maksimal kapacitet på 144 Tbit/s.

## Historie
Alcatel Submarine Networks påbegyndte installationen af kablet i oktober 2015 og afsluttede processen i januar 2016. Kablet kom i kommerciel drift i maj 2016.
I oktober 2017 blev der installeret en netværksswitch til den finske havneby Hanko.

## Fejl i 2024
Der blev opdaget en fejl i kablet den 18. november 2024, hvorefter de tjenester, der blev leveret via kablet, gik ned. Ifølge Cinia Oy blev kablet afbrudt af en ukendt ekstern fysisk kraft under havet. Fejlen blev opdaget ud for kysten af den svenske ø Øland. Omkring 6 timer tidligere var et andet datakabel mellem Sverige og Litauen blevet beskadiget i samme område.
Den tyske forsvarsminister Boris Pistorius kaldte hændelsen for en sabotagehandling. Pr. 19. november 2024 er årsagen til fejlen ved at blive undersøgt.
Den litauiske flåde annoncerede øget overvågning af sine farvande som reaktion på skaden og ville diskutere yderligere foranstaltninger med Litauens allierede.
Det kinesisk indregistrerede skib Yi Peng 3 er mistænkt for at have forbindelse til den pludselig opståede fejl på kablet. Skibet blev efter at have sejlet ud af Østersøen via Storebælt standset, og lå den 19. november for anker med danske flådeskibe omkring sig.

## Landingssteder
C-Lion1 har landingssteder i:
- Helsinki, Finland, ved Santahamina
- Hanko, Finland
- Rostock, Tyskland